# Federació de Futbol de Samoa
La Federació de Futbol de Samoa, també coneguda per les sigles FFS (en anglès: Football Federation Samoa) és l'òrgan de govern del futbol a l'estat independent de Samoa. La FFS va ser fundada l'any 1968 i, l'any 1986, va afiliar-se a la Confederació de Futbol d'Oceania (OFC) i a la Federació Internacional de Futbol Associació (FIFA).
Anteriorment s'havia conegut amb les sigles SFSF (en anglès: Samoa Football Soccer Federation), però el juny de 2008, la FIFA va crear una comissió normalitzadora en considerar que els deutes pendents i la crítica situació econòmica de la SFSF posaven en perill la seva continuïtat. El futbol samoà es va reinventar amb un nou nom (FFS) i un nou logotip.
El 19 de març de 2011 es va celebrar un històric congrés que donava per finalitzat el procés de normalització amb l'elecció d'un nou president i un nou consell executiu.
La FFS és la responsable d'organitzar el futbol de totes les categories, incloses les de futbol femení, futbol sala, futbol platja i l'equip nacional absolut o Selecció de futbol de Samoa (en anglès: Samoa national futbol team).
La principal competició de lliga és la Samoa National League. Va ser creada el 1979 i la disputen dotze equips. El guanyador accedeix al grup de classificació per a la Lliga de campions de l'OFC.
El 2010, es va crear la Samoa Cup, que és la competició anual per eliminatòria directa entre els principals clubs de Samoa. Des de 1997 a 2010 la competició de copa s'havia disputat amb altres denominacions.